# Prosopofrontina crucigera
Prosopofrontina crucigera là một loài ruồi trong họ Tachinidae.